# آزوسا تادوکورو
آزوزا تادوکورو (انگلیسی: Azusa Tadokoro; ۱۰ نوامبر ۱۹۹۳ – ) صداپیشه، و خواننده اهل ژاپن بود. وی از سال ۲۰۱۲ میلادی تاکنون مشغول فعالیت بوده‌است.